# 湯浅武
湯浅 武（ゆあさ たけし、1931年1月7日 - 2020年12月24日）は、日本の経営者。東京都出身。

## 経歴
1953年に早稲田大学文学部を卒業し、同年に読売新聞社に入社。一般事業部長、スポーツ事業部長、事業本部次長、事業本部総務、読売興業常務を経て、1987年に読売ジャイアンツ球団代表に就任し、専務を経て、1992年にはオーナー代行に就任。1998年からは非常勤顧問を務め、読売旅行取締役も務めた。
2020年12月24日心不全のために死去。89歳没。